# Ratusz w Łowiczu
Ratusz w Łowiczu – budynek klasycystyczny wzniesiony w latach 1825–1828 według projektu Bonifacego Witkowskiego, znajdujący się po północnej części Starego Rynku. Budynek murowany, prostokątny, dwukondygnacyjny, dwutraktowy. Na osi głównej portyk wgłębny o dwóch kolumnach i balkonie. Nad bramą wieża boniowana z zegarem pomiędzy korynckimi pilastrami. Pomiędzy kondygnacjami stiukowy fryz z motywami roślinnymi i gryfami. Na pierwszym piętrze sala posiedzeń bogato zdobiona fryzem malarskim autorstwa Józefa Lamparskiego z 1918 r. przedstawiającym herby 32 województw I Rzeczypospolitej, herby ziem Królestwa Polskiego i miasta Łowicza, oraz portrety: Kazimierza Wielkiego, Jana Łaskiego, Tadeusza Kościuszki, Stanisława Staszica i Henryka Sienkiewicza. Tadeusz Kościuszko przebywał w Łowiczu w 1790 roku, co upamiętniono tablicą na ratuszu.
Od 5 marca 1947 budynek figuruje w rejestrze zabytków. W latach 1997–1998 został odnowiony.